# Vasmegyer
Vasmegyer je vas na Madžarskem, ki upravno spada v podregijo Ibrány–Nagyhalászi Županije Szabolcs-Szatmár-Bereg.